# Арлекинка
Арлекинка (лат. Histrionicus histrionicus) мала је патка ронка. Име потиче од Арлекина ( фр. Arlequin, итал. Arlecchino), шарено обученог карактера из Комедија дел арте. Специјски део врсте долази од речи лат. histrio, која значи "глумац".

## Опис
Гнездећи мужјак има шарено и комплексно обојено перје. Глава и врат су тамноплаве боје, са белом полумесечастом флеком на лицу испред ока, малом округлом туфном иза ока и великом овалном пегом, која се пружа низ врат. На темену главе има црну пругу са којом се парелелно пружа кестењаста пруга са обе стране главе. Бела огрлица са црним оквиром одваја главу од груди. Тело је светлије сиво обојено од главе, са кестењастим боковима. Бела пруга са црним оквирима одваја по вертикалној оси груди од бокова тела. Реп је црн, дугачак и зашиљен. Крилно огледало је металноплаве боје. Унутрашња секундарна пера су бела и формирају беле рубове на леђима када су крила склопљена. Кљун је плаво-сиве боје, а око црвенкасто. Одрасла женка је мање шарена, са браон-сивим телом. На глави се уочавају три беле флеке, једна иза ока, друга од ока ка кљуну је трећа изнад ока.
| Стандардне димензије         | Стандардне димензије |
| ---------------------------- | -------------------- |
| дужина тела                  | 380-430 милиметара   |
| тежина                       | 600 грама            |
| распон крила                 | 660 милиметара       |
| дужина крила                 | 188-202 милиметара   |
| дужина репа                  | 77-101.5 милиметара  |
| дужина кљуна од базе до врха | 25-27 милиметара     |
| дужина писка                 | 36.5-38.5 милиметара |

## Распрострањење и станиште
Гнездилишна станишта су брзе и хладне речице и потоци на северозападу и североистоку Северне Америке, Гренланда, Исланда и источне Русије. Гнездо се обично налази на добро скривеној локацији на тлу, поред потока. Најчешће се среће на местима где се вода пенуша од брзине водотока или пада. Током зиме не мигрира далеко од свог гнездећег ареала и обитава око каменитих плажа Пацифика и Атлантика. Врло су ретке у Европи ван Скандинавије.
Популација источне Северне Америке је у паду и сматра се угроженом. Највероватнији разлог оваквог популационог тренда је губитак станишта изградњом мини-хифроелектрана и често изливање нафте близу обала.

## Екологија
Ова врста се храни пливањем испод површине воде или роњењем. Такође је примећено да попут правих патака полузарања и вади храну из воде. Храни се мекушцима, раковима и инсектима. Арлекинка има глатко, густо паковано перје, које чува вазхух и представља добру изолацију од хладноће, али такође смањује специфичну густину и олакшава плутање.

## Таксономија
Данас је једина врста из овог рода. Две праисторијске врсте арлекинке је описано из фосилних налаза, мада су иницијално биле у оквиру одвојених родова: Histrionicus shotwelli је позната из средњих и касних миоценских седимената из Орегона, САД и сматрао се одвојеним монофилетским родом, Ocyplonessa. Histrionicus ceruttii, који је живео у Калифорнији током касног плиоцена, се сматрао врстом која је сродна врстама рода Melanitta. Арлекинка се одувек сматрала монофилетском врстом. Источна и западна популација се понекад сматрају двема подврстама, где је источна номинална, H. histrionicus histrionicus, а западна описана као пацифичка H. h. pacificus, али постоји сумња у ваљаност другог таксона.

## Споњашње везе
- Најжилавија птица, обучена као кловаn чланак у Смитсонијски центар за миграторне врсте
- Harlequin Duck Species Account – Корнелова лабораторија орнитологије
- Арлекинка - Histrionicus histrionicus Архивирано на веб-сајту  (9. август 2020) - Патаксентов центар за идентификацију птица
- eNature.com – Арлекинка
- Мониторинг популације арлекинке, Британска Колумбија
- Арлекинка Архивирано на веб-сајту  (3. март 2012) на Живот на канадском Арктику Архивирано на веб-сајту  (5. октобар 2017)
- Арлекинка: Из белезнице са Аљашки департман за лов и риболов
- Histrionicus histrionicus на BirdLife.org (језик: енглески)
- „Harlequin duck”. Internet Bird Collection.
- Арлекинка фото галерија на VIREO (Drexel University)
- Интерактивна мапа на IUCN Red List maps
- Аудио запис на Xeno-canto.